# چینزیا مونرئاله
چینزیا مونرئاله (ایتالیایی: Cinzia Monreale؛ زادهٔ ۲۲ ژوئن ۱۹۵۷) بازیگر اهل ایتالیا است. وی از سال ۱۹۷۵ میلادی تاکنون مشغول فعالیت بوده‌است.
از فیلم‌ها یا برنامه‌های تلویزیونی که وی در آن نقش داشته است، می‌توان به بازگشت از مرگ (فرانکنشتاین ۲۰۰۰)،دفتر خاطرات یک دیوانه، اون حرکتی که خیلی دوستش دارم، پاگنده به مصر می‌رود، ترس و آن‌سوی تاریکی اشاره کرد.